# 孙石磎墓
孙石磎墓，位于中国广东省潮州市潮安区沙溪镇沙溪一村，为广东省文物保护单位，类型为古墓葬，公布时间为2022年7月。
孙石溪墓的历史年代为明代。